# Asprilio Pacelli

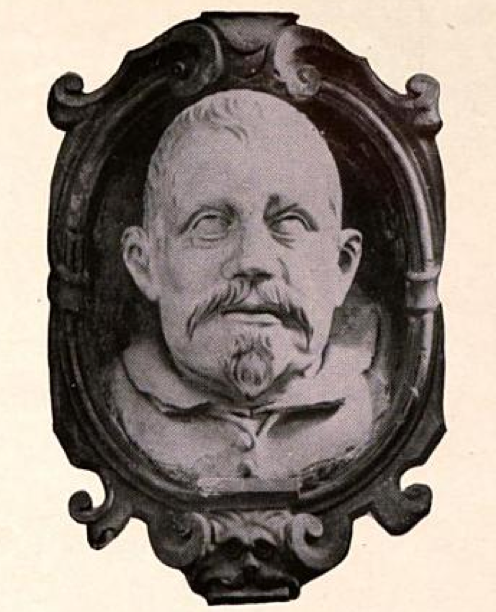
Asprilio Pacelli

Asprilio Pacelli (* um 1570 in Vasciano (Ortsteil von Stroncone), Umbrien; † 4. Mai 1623 in Warschau) war ein italienischer Kapellmeister und Komponist.
Er erhielt seine musikalische Ausbildung vermutlich in Rom und wirkte dort seit dem Jahre 1594 als Kapellmeister an verschiedenen Kirchen, zuletzt am Petersdom. Nach kurzer Zeit in dieser Stellung bat ihn der König von Polen, Sigismund III., die Leitung seiner Kapelle zu übernehmen. Pacelli folgte diesem Wunsch und verbrachte die letzten zwanzig Jahre seines Lebens in Krakau und Warschau. Die Kapelle war vor ihm von Luca Marenzio geleitet worden und stand auf musikalisch hohem Niveau. Pacelli vermochte es, diesen Standard zu halten.
Er schuf ein umfangreiches Werk, von dem allerdings ein großer Teil verschollen sein soll. Erhalten sind einige Madrigale, Motetten und Psalmen sowie weitere Werke in Sammlungen. Stilistisch stand Pacelli in der römischen Tradition, seine Werke sind von großer musikalischer und handwerklicher Qualität und übten starken Einfluss auf die Entwicklung der Musik in Polen aus. Trotz der großen Bedeutung für die polnische Musikgeschichte ist Pacellis Werk bisher nur auf einer CD dokumentiert. Das Koblenzer Barockensemble Cappella Confluentes produzierte 2004 eine Live-CD mit einer rekonstruierten Ostervesper von 1615, wobei die doppelchörigen Psalmen Pacellis aus einem Druck von 1598 (Motectorum et Psalmorum qui octonis vocibus) noch deutlich die Einflüsse seiner römischen Zeit zeigen.

## Bibliographie
Biographien
- Mirosław Perz, «Asprilio Pacelli». In New Grove Dictionary

Literatur
- Alberto Cametti, Giovanni Pierluigi da Palestrina, Ed. Ricordi, 1894.

| Personendaten    | Personendaten                             |
| ---------------- | ----------------------------------------- |
| NAME             | Pacelli, Asprilio                         |
| KURZBESCHREIBUNG | italienischer Kapellmeister und Komponist |
| GEBURTSDATUM     | um 1570                                   |
| GEBURTSORT       | Vasciano, Umbrien                         |
| STERBEDATUM      | 4. Mai 1623                               |
| STERBEORT        | Warschau                                  |